# Glyphohesione nicoyensis
Glyphohesione nicoyensis är en ringmaskart som beskrevs av Dean 1998. Glyphohesione nicoyensis ingår i släktet Glyphohesione och familjen Pilargidae. Inga underarter finns listade i Catalogue of Life.